# Psycho (chanson de Muse)
Pour les articles homonymes, voir Psycho.
Pistes de Drones
[Drill Sergeant]
(2) Mercy
(4)
Psycho est la troisième piste de l'album Drones de Muse parue le 12 mars 2015. Il s'agit du premier extrait dévoilé de l'album mais n'est pas un single à part entière. La date de la première diffusion est annoncée la veille sur le site officiel du groupe lors de l'annonce de l'album. Le morceau est offert au moment de la précommande de l'album le 12 mars 2015 à 19 h 30 (GMT). Il sort dans les bacs en disque physique en tant que face B du single Dead Inside, le 12 mai 2015. Il s'agit du premier single physique depuis 2010.

## Le morceau

### La sonorité
Il s'agit d'un morceau de hard rock « trop violent pour être diffusé en radio » selon le leader du groupe sur Twitter. La chanson est en effet une pièce musicale très énergique aux riffs de guitares très percutants et aux paroles explicites. Le single sera par ailleurs diffusé sur les radios français comme Ouï FM. Le riff principal du morceau est joué pour la première fois en novembre 1999 au MCM Café de Paris puis régulièrement joué depuis en concert à la fin du morceau Stockholm Syndrome, comme au Live at Glastonbury 2004. C'est finalement 11 ans plus tard, soit en 2015, que Muse l'intègre officiellement au morceau Psycho.

### La vidéo
La vidéo de Psycho a été tournée le 15 février 2015 à Oakland, en Californie,. Le casting s'est déroulé à partir du 4 février 2015, lancé par Lee Sayer, un ami musicien du groupe. Elle est dévoilée en même temps que le morceau, le 12 mars 2015, sur YouTube par le groupe. Elle met en scène le groupe jouant énergiquement en alternant avec des paroles d'un sergent chef scandant des ordres et des créatures peintes sur lesquelles sont projetées les paroles explicites de la chanson.

## Critiques et classements
À propos de ce titre l'hebdomadaire Les Inrockuptibles parle de « lourdeur et laideur ».
Le titre entre directement à la première place du classement rock britannique le 22 mars 2015. 

## Certifications
| Pays              | Certification | Unités certifiées |
| ----------------- | ------------- | ----------------- |
| Italie (FIMI)     | Or            | 25 000            |
| Royaume-Uni (BPI) | Argent        | 200 000           |